# Паули-Арбареи
Пау́ли-Арбаре́и (итал. Pauli Arbarei) — коммуна в Италии, располагается в регионе Сардиния, в провинции Южная Сардиния.
Население составляет  584  человек (30-06-2019), плотность населения составляет 38,57 чел./км². Занимает площадь 15,14 км². Почтовый индекс — 9020. Телефонный код — 070.
Покровителем коммуны почитается святой Викентий Сарагосский, празднование 22 января.

## Демография
Динамика населения:

## Администрация коммуны
- Официальный сайт: